# Aro (personaje de Crepúsculo)

## Biografía
Es uno de los tres líderes Volturi, aunque es ampliamente aceptado como el líder general del clan. Posee el don de la "Telepatía Táctil", talento sobrenatural que le permite leer todos los pensamientos y los recuerdos que una persona haya tenido con solo tocarla. Es el esposo de Sulpicia y hermano mayor de Didyme. Es descrito como un ávido coleccionista de vampiros con dones poderosos, llegando a tal grado de ambicionar a Eleazar, Edward, Alice, Kate, Benjamin, Zafrina y Bella, invitándolos a unírseles a su clan, aunque mostró mayor interés por Alice y Benjamin.
Aro y su clan fundaron en el año 1000 a. C. la ciudad de Volterra en la Italia etrusca prerromana. Entre el 400 y 500 d. C. Aro y su clan derrocan al clan de Rumanía.
En el 750 los niños inmortales quedan proscritos por Aro. Aunque Aro todavía siguió estudiando a los niños inmortales muchos años después de que tuviera lugar la catástrofe que habían causado; e, incluso, cuando Carlisle Cullen aún vivía con los Volturi (1700-1720), pues convirtió a dos pequeños para tratar de domesticarlos, si bien sus intentos fracasaron.
Entre los peores crímenes de Aro Volturi, está el haber incendiado y masacrado una ciudad entera para salvar a Alec y Jane de la hoguera (800 d. C.), además de haber asesinado a su hermana menor Didyme (1000 a. C.) para evitar que ella y Marcus se fueran de la recién fundada Volterra.
El portavoz de los Volturi es quizá el más misterioso de ellos, pues se desconoce cómo y cuándo tuvo lugar su transformación; pero su personalidad vieja y corrupta lo hace uno de los vampiros más temidos y respetados del mundo.

## Apariencia física según Bella
Aro [...] lucía una larga túnica oscura [...] que llegaba hasta el suelo. [...] llegué a creer que su melena de color negro azabache era la capucha de su capa. [...] Su voz era un tenue suspiro. Avanzó con tal ligereza de movimientos y tanta gracilidad que [...] no se podían comparar con Alice, cuyos movimientos parecían los de una bailarina. [...] su rostro. No se parecía a los rostros anormalmente atractivos que le rodeaban. No fui capaz de determinar si su rostro era o no hermoso. Supuse que las facciones eran perfectas, pero se parecía tan poco a los vampiros que se alinearon detrás de él como ellos se asemejaban a mí. La piel era de un blanco translúcido, similar al papel de cebolla, y parecía muy delicada, lo cual contrastaba con la larga melena negra que le enmarcaba el rostro. [...] Tenía los ojos rojos, [...] pero turbios y empañados [...] y membranosos. Cejas de color marrón oscuro y piel apergaminada. su piel [...] era dura, la encontré áspera al tacto, se parecía más a la tiza que al granito, e incluso más fría de lo esperado.

## Otros datos
El don de Aro: Aro necesita del contacto físico para «oír» los pensamientos, pero llega mucho más lejos que Edward. Aro «oye» y «ve» cualquier pensamiento que esa persona haya podido tener.
Las mayores joyas de Aro son su guardia, especialmente Jane y Alec. Aunque su guardia es muy completa, Aro ambiciona a otros vampiros, concretamente a: Alice, Bella, Benjamin, Eleazar, Edward, Kate y Zafrina. De los siete los más deseados son Benjamin porque es el único vampiro que puede controlar los cuatro elementos, Bella por su poderoso escudo mental que la hace invulnerable a los dones mentales y Alice por su habilidad para ver el futuro.

## Película
Aro es interpretado por el actor Michael Sheen, quien irónicamente interpretó al líder de los licántropos, Lucian, en la saga de Underworld.